# Шиковичи
Ши́ковичи (бел. Шы́кавічы) — деревня в Мядельском сельсовете Мядельского района Минской области Белоруссии.

## География
Находиться в 5 км на Юг от г. Мяделя, 26 км от железнодорожной станции Княгинин на линии Молодечно-Полоцк, 165 км от Минска, на дороге Мядель-Молодечно. Деревня расположена на мысе, образованном на берегу оз. Баторино. За 1,2 км на западе от деревни, справа от дороги Мядель-Вилейка, в урочище Городец находится городище.

## История
Первое упоминание в XIX веке. В 1868 г. деревня (7 хозяйств, 74 жителя) в Мядельской волости Вилейского уезда Виленской губернии. Согласно переписи 1897 г. 28 хозяйств, 184 жителя. В 1904 г. 179 жителя, в 1907 г. — 187. С февраля по декабрь 1918 г. оккупирована германскими войсками. С 1919 г. в составе БССР. В 1921-39 гг. в составе Польши, в Мядельской гмине Дуниловичского (с 1925 г. Поставского) уезда Виленского воеводства. В 1921 г. 35 хозяйств, 206 жителей. 
С сентября 1939 г. в БССР, с 12.10.1940 г. в Мядельском сельсовете (с 17.11.1959 г. до 25.01.1996 г. пос. Совет) Мядельского района Вилейской, с 20.09.1944 г. Молодечненской, с 20.01.1960 г. Минской областей. В 1940 г. 26 хозяйств, 214 жителей. Во Вторую мировую войну с начала июля 1941 г. до 04.07.1944 г. оккупирована немецко-фашистскими захватчики. Во Вторую мировую войну сожжена гитлеровцами. После войны восстановлена. В 1948 г. организован колхоз имени К.Е. Ворошилова. С 1960 г. в составе колхоза «Ленинский путь» (центр — д. Бояры), который в 2003 г. был реорганизован в СПК «Боярский маяк», с 2005 г. в границах сельского хозяйства филиала ОАО «Мядельагросервис». В 1970 г. 214 жителей. В 1997 г. 57 хозяйств, 110 жителей.

## Население
На 04.01.2021 г. 34 хозяйств, 56 жителей.